# Шпиро Матијевић
Шпиро Матијевић (Колашац, код Книна, 24. фебруар 1943 — Тузла, 1993) био је српски књижевник, критичар и преводилац.

## Биографија
У родном месту је завршио прва два разреда основне школе. Из родне Буковице са породицом се 1953. године доселио у Сремске Лазе где је завршио трећи и четврти разред. Основну школу завршава у селу Слаковци. Средњу економску школу завршио је у Винковцима а педагошку академију у Осијеку.
Још за време похађања Основне школе писао је песме што је наставио иу средњој где се већ успешно огледао у прозним есејистичким саставима. Све што је било имало вредније објавио је у многим књижевним часописима широм Југославије. Писао је поезију, прозу, књижевне критике, есеје и студије, те се бавио превођењем са словеначког, немачког и руског.
Извесно време је радио као наставник српско-хрватског језика, а дипломирао је на филозофском факултету у Задру. Због посла 1971. године сели се у Лукавац код Тузле. Магистарску и докторску титулу из области књижевноисторијских наука је стекао на филозофском факултету у Сарајеву.
Под неразјашњеним околностима убијен је 1993. године у Тузли. Под истим околностима угасио се и живот његовог сина. Његови посмртни остаци ексхумирани су 1998. године и пренети на Ново гробље у Новом Саду.
Био је члан Удружења књижевника СР Босне и Херцеговине и Удружења књижевних преводилаца СР БиХ.

## Наслеђе
Фондација „Др Шпиро Матијевић” основана је 2007. године као непрофитна организација, од стране ИМ „Матијевић” из Новог Сада. Оснивањем Фондације, породица Матијевић жели очувати успомену на лик и дело књижевника и универзитетског професора др Шпира Матијевића, обележавањем 24. фебруара, дана рођења књижевника, као дана додељивања годишње награде за најбоље књижевно остварење у текућој години.
За избор најбољег књижевног дела задужени су еминентни књижевници који сачињавају стручни жири и доносе одлуку о победнику. Фондација ће у новембру сваке године објављивати конкурс за књижевно дело.
Фондација је јула 2010. године објавила изабрана дела др Шпира Матијевића (избор поезије и прозе) у три тома.
У његов спомен установљена је Награда „Др Шпиро Матијевић”.

## Дела

### Написао
- Сунце у процијепу, збирка прича, Тузла (1987)
- Светлост и нада, збирка песама, Пљевља (1988)
- Прогонства, аутобиографски роман, Тузла (1991)

### Приредио
- 1. Босанскохерцеговачка проза : [избор]. 1, Приповијетке / избор Адван Хозић и Шпиро Матијевић ; биљешке о писцима Адван

Хозић. - Сарајево : „Веселин Маслеша”, 1984. – 198 стр. ; 20 цм. – (Ластавица. Лектира)
- 2. Босанскохерцеговачка проза : [избор]. Књ. 2, Романи – мемоари – путописи / [избор Адван Хозић и Шпиро Матијевић]. – Сарајево : „Веселин Маслеша”, 1984. – 176 стр. ; 20 цм
- 3. Титов звјездани пут : поезија о Титу за дјецу и омладину / избор и предговор Шпиро Матијевић. - Тузла : Универзал, 1986. - 124 стр. ; 24 цм

Поезија о Титу за дјецу и омладину: стр. 5-18. - Извори пјесама о Титу објављених у књизи Титов звјездани пут: стр. 121-122.

### Прилози
- 4. Абдулах Сидран: „Кост и месо”, „Веселин Маслеша”, Сарајево 1976.

У: Поља. - Год. 23, бр. 226 (дец. 1977), стр. 33-34.
- 5. Ахмет Касумовић: Језик у времену, Бања Лука, 1991.

У: Ослобођење. – Год. 48, бр. 15496 (10. август 1991), стр. 12.
- 6. Ахмет Касумовић : Језик и фолклор, Тузла, 1990.

У: Одјек. – Год. 43, бр. 15-16 (1990), стр. 28.
- 7. Бол.

У: Улазница. - Год. 16, бр. 81 (1982), стр. 47.
- 8. Виђење зла и смрти у Андрићевим дјелима о Травнику.

У: Травник и дјело Иве Андрића : завичајно и универзално : зборник радова са научног скупа. – Сарајево : „Веселин
Маслеша”, 1980. - Стр. 262-268.
- 9. Вир.

У: Улазница. - Год. 16, бр. 81 (1982), стр. 47-48.
- 10. Драгослав Дедовић: „Циклус Европа”, Тузла, 1990.

У: Ослобођење. – Год. 48, бр. 15379 (13. април 1991), стр. 13.
- 11. Енвер Халиловић : „Стартреова критика стаљинизма”, Тузла, 1990.

У: Одјек. – Год. 43, бр. 20-21 (1. XИ 1990), стр. 29-30.
- 12. Зима.

У: Домети. – Год. 22, бр. 82-83 (1995), стр. 58-63.
- 13. Лети голема птичурина.

У: Стремљења. – Год. 32, бр. 5-6 (1992), стр. 49-64.
- 14. Марко Вешовић: „Осматрачница”, „Свјетлост”, Сарајево 1976.

У: Поља. - Год. 23, бр. 222/223 (авг-септ. 1977), стр. 32-33.
- 15. Неспокојства.

У: Улазница. - Год. 16, бр. 81 (1982), стр. 47.
- 16. Неџад Пашић : „Програмирање наставе српскохрватског-хрватскосрпског језика и књижевности и васпитно-образовног рада

у средњим школама”, Тузла, 1989.
У: Путокази. – Год. 16, бр. 2 (1989), стр. 69.
- 17. Неџад Пашић: „Књижевно-културни посленик Радован Јовановић”, Тузла 1990.

У: Ослобођење. – Год. 48, бр. 15405 (11. мај 1991), стр. 13.
- 18. Радован Вучковић : „Жива гробница”, Сарајево, 1990.

У: Ослобођење. – Год. 48, бр. 15510 (24. август 1991), стр. 12.
- 19. Стеван Тонтић: „Тајна преписка”, „Свјетлост”, Сарајево 1976.

У: Поља. - Год. 23, бр. 225 (нов. 1977), стр. 25.
- 20. Титова епоха.

У: Поља. - Год. 26, бр. 255 (мај 1980), стр. 185.

### Преводи
- 21. Адам и Ева / Кајетан Кович ; избор, превод са словеначког и биљешке Шпиро Матијевић.

У: Домети. - Год. 12, бр. 43 (зима 1985), стр. 32.
- 22. Антоније / Гинтер Грас ; пријевод с њемачког и забиљешке Шпиро Матијевић.

У: Поља. - Год. 26, бр. 254 (април 1980), стр. 134.
- 23. Балада о црном облаку / Гинтер Грас ; пријевод с њемачког и забиљешке Шпиро Матијевић.

У: Поља. - Год. 26, бр. 254 (април 1980), стр. 134.
- 24. Барка / Кајетан Кович ; избор, превод са словеначког и биљешке Шпиро Матијевић.

У: Домети. - Год. 12, бр. 43 (зима 1985), стр. 32-33.
- 25. Без будућности / Цирил Злобец ; избор, превод са словеначког и биљешке Шпиро Матијевић.

У: Домети. - Год. 12, бр. 43 (зима 1985), стр. 30.
- 26. Био си ми нож у леђа / Лојзе Кракар ; са словеначког превео Шпиро Матијевић.

У: Поља. – Год. 23, бр. 226 (дец. 1977), стр. 23
- 27. Бог под наводницима / Ервин Фриц ; избор, превод са словеначког и биљешке Шпиро Матијевић.

У: Домети. - Год. 12, бр. 43 (зима 1985), стр. 35-36.
- 28. Бол / Андреј Кокот ; превод са словеначког Шпиро Матијевић.

У: Стремљења. – Год. 29, бр. 11 (1989), стр. 100.
- 29. Ватра / Мирослав Кошута ; избор, превод са словеначког и биљешке Шпиро Матијевић.

У: Домети. - Год. 12, бр. 43 (зима 1985), стр. 35
- 30. Велика рушитељица говори / Гинтер Грас ; с њемачког превео Шпиро Матијевић.

У: Летопис Матице српске. – Год. 154, књ. 422, св. 1-2 (јул-август 1978), стр. 220-223.
- 31. Вјетар на јарболу / Јоже Удович ; са словеначког превео Шпиро Матијевић.

У: Летопис Матице српске. – Год. 160, књ. 434, св. 4 (окт. 1984), стр. 369-370.
- 32. Вранцу бијелих ријечи / Андреј Кокот ; превод са словеначког Шпиро Матијевић.

У: Стремљења. – Год. 29, бр. 11 (1989), стр. 98.
- 33. Глас испод бусена / Јоже Удович ; избор, превод са словеначког и биљешке Шпиро Матијевић.

У: Домети. - Год. 12, бр. 43 (зима 1985), стр. 28-29.
- 34. Глуха атомска ноћ / Матеј Бор ; избор, превод са словеначког и биљешке Шпиро Матијевић.

У: Домети. - Год. 12, бр. 43 (зима 1985), стр. 29.
- 35. Горе, горе / Томаж Шаламун ; са словеначког превео Шпиро Матијевић.

У: Поља. - Год. 28, бр. 279 (мај 1982), стр. 229.
- 36. Гранични зид / Гинтер Грас ; пријевод с њемачког и забиљешке Шпиро Матијевић

У: Поља. - Год. 26, бр. 254 (април 1980), стр. 134.
- 37. Грумен пепела / Дане Зајц ; са словеначког превео Шпиро Матијевић.

У: Летопис Матице српске. – Год. 160, књ. 434, св. 4 (окт. 1984), стр. 374-375.
- 38. Да / Гинтер Грас ; с њемачког превео Шпиро Матијевић.

У: Летопис Матице српске. – Год. 154, књ. 422, св. 1-2 (јул-август 1978), стр. 218-219.
- 39. Давид / Томаж Шаламун ; избор, превод са словеначког и биљешке Шпиро Матијевић.

У: Домети. - Год. 12, бр. 43 (зима 1985), стр. 36-37.
- 40. Дар / Марко Кравос ; превео са словеначког Шпиро Матијевић.

У: Домети. – Год. 12, бр. 41 (лето 1985), стр. 45.
41. Дон Кихот / Вено Тауфер ; избор, превод са словеначког и биљешке Шпиро Матијевић.
У: Домети. - Год. 12, бр. 43 (зима 1985), стр. 33-34.
- 42. Другови / Едвард Коцбек ; са словеначког Шпиро Матијевић.

У: Летопис Матице српске. – Год. 160, књ. 433, св. 5 (мај 1984), стр. 677-678.
- 43. Живјети / Нико Графенауер ; са словеначког Шпиро Матијевић.

У: Летопис Матице српске. – Год. 162, књ. 437, св. 5 (мај 1986), стр. 692.
- 44. Живот двојице / Тоне Павчек ; превод са словеначког Шпиро Матијевић.

У: Поља. - Год. 29, бр. 291 (мај 1983), стр. 227.
- 45. Животу / Тоне Павчек ; са словеначког превео Шпиро Матијевић.

У: Летопис Матице српске. – Год. 160, књ. 434, св. 4 (окт. 1984), стр. 372-373.
- 46. Забринутост / Андреј Кокот ; превод са словеначког Шпиро Матијевић.

У: Стремљења. – Год. 29, бр. 11 (1989), стр. 97.
- 47. Забуна / Андреј Кокот ; превод са словеначког Шпиро Матијевић.

У: Стремљења. – Год. 29, бр. 11 (1989), стр. 98.
- 48. Заправо / Ервин Фриц ; са словеначког Шпиро Матијевић.

У: Летопис Матице српске. – Год. 159, књ. 431, св. 5 (мај 1983), стр. 786-787.
- 49. Зачетак пјесме / Ервин Фриц ; са словеначког Шпиро Матијевић.

У: Летопис Матице српске. – Год. 159, књ. 431, св. 5 (мај 1983), стр. 786.
- 50. Звијезда / Андреј Кокот ; превод са словеначког Шпиро Матијевић.

У: Стремљења. – Год. 29, бр. 11 (1989), стр. 96.
- 51. Звијезде / Грегор Стрниша ; са словеначког Шпиро Матијевић.

У: Домети. – Год. 15, бр. 54 (јесен 1988), стр. 21-22.
- 52. Звоно / Гинтер Грас ; пријевод с њемачког и забиљешке Шпиро Матијевић.

У: Поља. - Год. 26, бр. 254 (април 1980), стр. 134.
- 53. Зидање / Тоне Павчек ; превод са словеначког Шпиро Матијевић.

У: Поља. - Год. 29, бр. 291 (мај 1983), стр. 227.
- 54. Између смрти и заборава / Цирил Злобец ; са словеначког превео Шпиро Матијевић.

У: Летопис Матице српске. – Год. 160, књ. 434, св. 4 (окт. 1984), стр. 371-372.
- 55. Изненадни страх / Гинтер Грас ; с њемачког превео Шпиро Матијевић.

У: Летопис Матице српске. – Год. 154, књ. 422, св. 1-2 (јул-август 1978), стр. 226-227.
- 56. Језгро / Цирил Злобец ; са словеначког Шпиро Матијевић.

У: Летопис Матице српске. – Год. 158, књ. 430, св. 6 (дец. 1982), стр. 725-726.
- 57. Јеси ли видио / Дане Зајц ; са словеначког Шпиро Матијевић.

У: Летопис Матице српске. – Год. 165, књ. 443, св. 2 (феб. 1989), стр. 202-206.
- 58. Камен / Нико Графенауер ; са словеначког Шпиро Матијевић.

У: Летопис Матице српске. – Год. 162, књ. 437, св. 5 (мај 1986), стр. 691.
- 59. Камено око / Јоже Удович ; избор, превод са словеначког и биљешке Шпиро Матијевић.

У: Домети. - Год. 12, бр. 43 (зима 1985), стр. 28.
Зајед. ств. насл.: Из савремене словеначке поезије.
- 60. Канаан / Марко Кравос ; превео са словеначког Шпиро Матијевић.

У: Домети. – Год. 12, бр. 41 (лето 1985), стр. 45.
- 61. Клинописи / Лојзе Кракар ; у преводу Шпире Матијевића.

У: Путеви. – Год. 35, бр. 1 (1990), стр. 30-33.
- 62. Краљ Лир / Гинтер Грас ; с њемачког превео Шпиро Матијевић.

У: Летопис Матице српске. – Год. 154, књ. 422, св. 1-2 (јул-август 1978), стр. 226.
- 63. Кратки дани / Јоже Удович ; са словеначког превео Шпиро Матијевић.

У: Летопис Матице српске. – Год. 160, књ. 434, св. 4 (окт. 1984), стр. 370-371.
- 64. Кроничар / Ервин Фриц ; са словеначког Шпиро Матијевић.

У: Летопис Матице српске. – Год. 159, књ. 431, св. 5 (мај 1983), стр. 786-787.
- 65. Кукавичји зов / Марко Кравос ; превео са словеначког Шпиро Матијевић.

У: Домети. – Год. 12, бр. 41 (лето 1985), стр. 44.
- 66. Кућа / Мирослав Кошута ; избор, превод са словеначког и биљешке Шпиро Матијевић.

У: Домети. - Год. 12, бр. 43 (зима 1985), стр. 34-35.
- 67. Лице у твоме длану / Цирил Злобец ; са словеначког Шпиро Матијевић.

У: Летопис Матице српске. – Год. 158, књ. 430, св. 6 (дец. 1982), стр. 724.
- 68. Магла / Гинтер Грас ; пријевод с њемачког и забиљешке Шпиро Матијевић.

У: Поља. - Год. 26, бр. 254 (април 1980), стр. 134.
- 69. Метак с метком / Томаж Шаламун ; са словеначког превео Шпиро Матијевић.

У: Поља. -Год. 28, бр. 279 (мај 1982), стр. 229.
- 70. Међу старцима / Гинтер Грас ; с њемачког превео Шпиро Матијевић.

У: Летопис Матице српске. – Год. 154, књ. 422, св. 1-2 (јул-август 1978), стр. 218.
- 71. Мој пријатељ Wалтер Хенн је мртав / Гинтер Грас ; пријевод с њемачког и забиљешке Шпиро Матијевић.

У: Поља. - Год. 26, бр. 254 (април 1980), стр. 135.
- 72. Моја Еуридика / Едвард Коцбек ; са словеначког Шпиро Матијевић.

У: Летопис Матице српске. – Год. 160, књ. 433, св. 5 (мај 1984), стр. 678-679.
- 73. Моја кратка вјечност / Цирил Злобец ; са словеначког превео Шпиро Матијевић.

У: Летопис Матице српске. – Год. 160, књ. 434, св. 4 (окт. 1984), стр. 371.
- 74. Моја смрт / Марко Кравос ; превео са словеначког Шпиро Матијевић.

У: Домети. – Год. 12, бр. 41 (лето 1985), стр. 47-48
- 75. Над њим су били облаци већ прилично црни / Томаж Шаламун ; са словеначког превео Шпиро Матијевић.

У: Поља. - Год. 28, бр. 279 (мај 1982), стр. 229.
- 76. Након акције / Гинтер Грас ; с њемачког превео Шпиро Матијевић.

У: Летопис Матице српске. – Год. 154, књ. 422, св. 1-2 (јул-август 1978), стр. 224-225.
- 77. Наш вијек / Матеј Бор ; избор, превод са словеначког и биљешке Шпиро Матијевић.

У: Домети. - Год. 12, бр. 43 (зима 1985), стр. 29.
- 78.
- 79. Негдје тамо на самој ивици / Лојзе Кракар ; са словеначког превео Шпиро Матијевић.

У: Поља. - Год. 23, бр. 226 (дец. 1977), стр. 23.
- 80. Неутронске бомбе / Матеј Бор ; са словеначког превео Шпиро Матијевић.

У: Летопис Матице српске. – Год. 160, књ. 434, св. 4 (окт. 1984), стр. 368-369.
- 81. Нитко не наслућује / Андреј Кокот ; превод са словеначког Шпиро Матијевић.

У: Стремљења. – Год. 29, бр. 11 (1989), стр. 99.
- 82. Њежност / Цирил Злобец ; избор, превод са словеначког и биљешке Шпиро Матијевић.

У: Домети. - Год. 12, бр. 43 (зима 1985), стр. 30-31.
- 83. О власти опуса / Томаж Шалмун ; избор, превод са словеначког и биљешке Шпиро Матијевић.

У: Домети. - Год. 12, бр. 43 (зима 1985), стр. 36.
- 84. О остатку испод ноктију / Гинтер Грас ; с њемачког превео Шпиро Матијевић.

У: Летопис Матице српске. – Год. 154, књ. 422, св. 1-2 (јул-август 1978), стр. 225-226.
- 85. Од такве смо твари / Матеј Бор ; избор, превод са словеначког и биљешке Шпиро Матијевић.

У: Домети. - Год. 12, бр. 43 (зима 1985), стр. 30.
- 86. Отворена врата / Гинтер Грас ; с њемачког превео Шпиро Матијевић.

У: Летопис Матице српске. – Год. 154, књ. 422, св. 1-2 (јул-август 1978), стр. 223-224.
- 87. Писати пјесму / Ервин Фриц ; избор, превод са словеначког и биљешке Шпиро Матијевић.

У: Домети. - Год. 12, бр. 43 (зима 1985), стр. 36.
- 88. Пјесникова смрт / Андреј Кокот ; превод са словеначког Шпиро Матијевић.

У: Стремљења. – Год. 29, бр. 11 (1989), стр. 97.
- 89. Повратак / Марко Кравос ; превео са словеначког Шпиро Матијевић.

У: Домети. – Год. 12, бр. 41 (лето 1985), стр. 46.
- 90. Поринуће брода у море / Гинтер Грас ; пријевод с њемачког и забиљешке Шпиро Матијевић.

У: Поља. - Год. 26, бр. 254 (април 1980), стр. 135.
- 91. Превара / Андреј Кокот ; превод са словеначког Шпиро Матијевић.

У: Стремљења. – Год. 29, бр. 11 (1989), стр. 96.
- 92. Преображај / Тоне Павчек ; превод са словеначког Шпиро Матијевић.

У: Поља.- Год. 29, бр. 291 (мај 1983), стр. 227.
- 93. Пријатно је / Цирил Злобец ; са словеначког Шпиро Матијевић

У: Летопис Матице српске. – Год. 158, књ. 430, св. 6 (дец. 1982), стр. 723-724.
- 94. Припреме / Марко Кравос ; превео са словеначког Шпиро Матијевић.

У: Домети. – Год. 12, бр. 41 (лето 1985), стр. 46-47.
- 95. Прозор / Марко Кравос ; превео са словеначког Шпиро Матијевић.

У: Домети. – Год. 12, бр. 41 (лето 1985), стр. 46.
- 96. Прољетни дан је кроз прозор / Лојзе Кракар ; са словеначког превео Шпиро Матијевић.

У: Поља. - Год. 23, бр. 226 (дец. 1977), стр. 23.
- 97. Птица / Грегор Стрниша ; са словеначког Шпиро Матијевић.

У: Домети. – Год. 15, бр. 54 (јесен 1988), стр. 22-23.
- 98. Пустите ме / Андреј Кокот ; превод са словеначког Шпиро Матијевић.

У: Стремљења. – Год. 29, бр. 11 (1989), стр. 99-100.
- 99. Са гиú неи монти / Томаж Шаламун ; са словеначког превео Шпиро Матијевић.

У: Поља. -Год. 28, бр. 279 (мај 1982), стр. 229.
- 100. Сам као врана на сњежном пропланку / Лојзе Кракар ; са словеначког превео Шпиро Матијевић

У: Поља. - Год. =23, бр. 226 (дец. 1977), стр. 23.
- 101. Свијет / Грегор Стрниша ; са словеначког Шпиро Матијевић.

У: Домети. – Год. 15, бр. 54 (јесен 1988), стр. 23-25.
- 102. Сестра / Кајетан Кович ; са словеначког превео Шпиро Матијевић.

У: Летопис Матице српске. – Год. 160, књ. 434, св. 4 (окт. 1984), стр. 375.
- 103. Сивило / Гинтер Грас ; с њемачког превео Шпиро Матијевић.

У: Летопис Матице српске. – Год. 154, књ. 422, св. 1-2 (јул-август 1978), стр. 219-220.
- 104. Сјетва / Тоне Павчек ; избор, превод са словеначког и биљешке Шпиро Матијевић.

У: Домети. - Год. 12, бр. 43 (зима 1985), стр. 31.
- 105. Смијех хијена / Дане Зајц ; са словеначког превео Шпиро Матијевић.

У: Летопис Матице српске. – Год. 160, књ. 434, св. 4 (окт. 1984), стр. 373-374.
- 106. Смрт у марту / Цирил Злобец ; са словеначког Шпиро Матијевић

У: Летопис Матице српске. – Год. 158, књ. 430, св. 6 (дец. 1982), стр. 724-725.
- 107. Страх / Јаша Злобец ; избор, превод са словеначког и биљешке Шпиро Матијевић.

У: Домети. - Год. 12, бр. 43 (зима 1985), стр. 37-38.
- 108. Судњи дан / Матеј Бор ; са словеначког превео Шпиро Матијевић.

У: Летопис Матице српске. – Год. 160, књ. 434, св. 4 (окт. 1984), стр. 368.
- 109. Сунце ме уцртава у земљу / Лојзе Кракар ; са словеначког превео Шпиро Матијевић.

У: Поља. - Год. 23, бр. 226 (дец. 1977), стр. 23.
- 110. Тражење / Тоне Павчек ; избор, превод са словеначког и биљешке Шпиро Матијевић.

У: Домети. - Год. 12, бр. 43 (зима 1985), стр. 32.
- 111. Увече, међу музама / Томаж Шаламун ; избор, превод са словеначког и биљешке Шпиро Матијевић.

У: Домети. - Год. 12, бр. 43 (зима 1985), стр. 37.
- 112. У подневној свјетлости / Цирил Злобец ; са словеначког Шпиро Матијевић.

У: Летопис Матице српске. – Год. 158, књ. 430, св. 6 (дец. 1982), стр. 726.
- 113. Хајка на води / Томаж Шаламун ; са словеначког превео Шпиро Матијевић.

У: Поља. - Год. 28, бр. 279 (мај 1982), стр. 229.
- 114. 1982 / Јаша Злобец ; избор, превод са словеначког и биљешке Шпиро Матијевић.

У: Домети. - Год. 12, бр. 43 (зима 1985), стр. 38.
- 115. Хотел Асторија, Лењинград / Марко Кравос ; превео са словеначког Шпиро Матијевић.

У: Домети. – Год. 12, бр. 41 (лето 1985), стр. 44-45.
- 116. Црвени ракови / Марко Кравос ; превео са словеначког Шпиро Матијевић.

У: Домети. – Год. 12, бр. 41 (лето 1985), стр. 45-46.
- 117. Ћела / Марко Кравос ; превео са словеначког Шпиро Матијевић.

У: Домети. – Год. 12, бр. 41 (лето 1985), стр. 47.
- 118. Увјерење / Андреј Кокот ; превод са словеначког Шпиро Матијевић.

У: Стремљења. – Год. 29, бр. 11 (1989), стр. 99.
- 119. Школа за теноре / Гинтер Грас ; пријевод с њемачког и забиљешке Шпиро Матијевић.

У: Поља. - Год. 26, бр. 254 (април 1980), стр. 134.
- 120. Школски одмор / Гинтер Грас ; с њемачког превео Шпиро Матијевић.

У: Летопис Матице српске. – Год. 154, књ. 422, св. 1-2 (јул-август 1978), стр. 224.